# 大業北路
大業北路（Daye N. Rd.）為高雄市小港區的南北向道路，起端為中山四路，末端為中鋼路，是高雄國際機場的重要聯外道路。另外，位於小港區臨海工業區的大業南路並無和本道路銜接，但端點的南北位置是相對的。

## 行經行政區域
- 小港區

## 沿線設施
（由北至南）
- 高雄國際機場
- 捷運高雄國際機場站
- 高雄公園
- 經濟部產業園區管理局高雄臨海產業園區服務中心
- 高雄市立空中大學
  - 國家文官學院高雄園區(小港)
- 中國時報印務處高雄廠
- 中國鋼鐵公司

## 公共自行車
- 高雄市公共自行車租賃系統：
  - 捷運高雄國際機場站(1號出口)：中山大業北路口東側
  - 空中大學：大業北路436號(校門旁)
  - 大業北二苓路口：大業北路434號(前人行道)

## 相關連結
- 高雄市主要道路列表